# James Wood (critique)
Pour les articles homonymes, voir Wood et James Wood.
Ne doit pas être confondu avec James Woods.
James Wood (né à Durham en 1965) est un critique littéraire britannique.

## Biographie
À l'instar d'Harold Bloom, il plaide pour une approche esthétique plutôt qu'idéologique de la critique littéraire. Dans une interview accordée au Harvard Crimson, James Wood explique ainsi que « le roman existe pour affecter… pour troubler profondément. » Quant au lecteur, il doit approcher le texte comme un auteur, « c'est-à-dire, en faisant des jugements esthétiques. »
James Wood est considéré comme un des meilleurs critiques contemporains. Susan Sontag, Harold Bloom, Cynthia Ozick, Christopher Hitchens ou Saul Bellow (avec qui il a enseigné à l'université de Boston) ont loué son travail. Martin Amis a dit de lui, dans une interview, « qu'il était un critique merveilleux, un des derniers. »
On peut lire ses critiques dans The New Yorker, journal qu'il a rejoint en 2007 après avoir collaboré au Guardian (1992-1995) et à The New Republic (1995-2007). Wood est aussi professeur de pratique de la critique littéraire à l'université Harvard.